# Najfield
Najfield (ros. Найфельд) – wieś w Rosji, w Żydowskim Obwodzie Autonomicznym, w rejonie birobidżańskim. W 2010 liczyła 1118 mieszkańców.